# Sclerocrangon alata
Sclerocrangon alata är en kräftdjursart. Sclerocrangon alata ingår i släktet Sclerocrangon och familjen Crangonidae. Inga underarter finns listade i Catalogue of Life.